# Beer Band
Beer Band – polski zespół bluesowy założony w 1986 roku w Bydgoszczy przez Aleksandra Drążkowskiego, Władysława Reflinga i Tadeusza Wróblewskiego.

## Historia
Na początku 1986 roku zespół rozpoczął działalność w WOK w Bydgoszczy, jesienią na stałe związał się z klubem studenckim Beanus '70. W latach 1987 i 1989 grupa zakwalifikowała się do finału festiwalu bluesowego Rawa Blues, występowała na festiwalu Jarocin '87 oraz na FAMIE w Świnoujściu: 1987 i 1989, była laureatem Festiwalu Muzycznego Rock Pokoju '89 w Hali Gwardii w Warszawie. W roku 1988 koncertowała na Ukrainie, a w 1989 w Estonii.
Zespół nagrał kilka własnych utworów dla Rozgłośni Polskiego Radia w Bydgoszczy.

## Dyskografia
- Różni wykonawcy Czy znajdziemy Leitmotiv? FAMA '87 (ARP 053, 1987) MC
- Różni wykonawcy Festiwal Muzyczny '89 Rock Pokoju (ARP 073, 1989) MC[5][6]

## Skład zespołu
- Władysław Refling – wokal, harmonijka ustna
- Aleksander Drążkowski – gitara
- Ryszard Poćwiardowski – gitara, wokal
- Tadeusz Wróblewski – gitara basowa
- Witold Albiński – perkusja do 1989
- Michał Biniecki – perkusja od 1989